# Giuseppe Mattia Borgnis
Giuseppe Mattia Borgnis (Craveggia, 23 febbraio 1701 – West Wycombe, 1761) è stato un pittore italiano.
È considerato uno dei padri dell'affresco vigezzino.

## Biografia

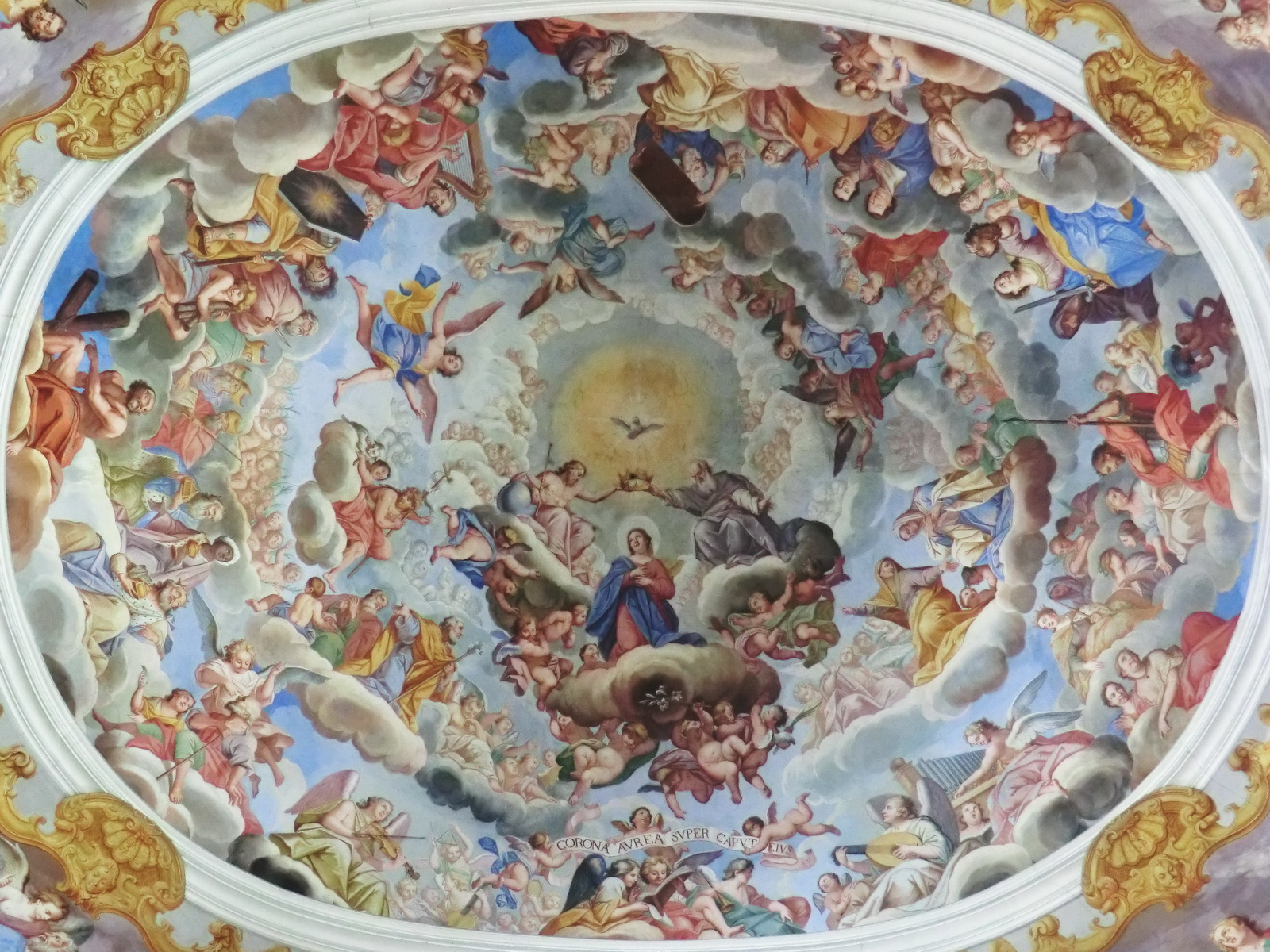
La Gloria di Maria in Cielo, 1742, catino absidale della Chiesa di Santa Maria Assunta, Santa Maria Maggiore (VB)

Nato il 23 febbraio 1701 da una povera famiglia di Craveggia, fin da fanciullo mostrò una grande propensione per la pittura, fu apprendista presso un pittore locale dal 1710 al 1716, quindi il padre lo inviò ad approfondire la sua formazione a Bologna e a Venezia, dove fu molto influenzato dai pittori Giuseppe Maria Crespi e Giovanni Battista Piazzetta. Tornato precocemente nella natia Craveggia (a 19 anni) a causa delle ristrettezze economiche della famiglia, iniziò a dedicarsi ad opere di arte sacra. Furono suoi allievi i due figli Giovanni (nato nel 1728) e Pietro Maria (1743) e il più noto pittore svizzero naturalizzato francese Julien de Parme. 
Realizzò le sue opere in Val Vigezzo – e nelle località circostanti come Baceno, Domodossola, Valmaggia (Svizzera), Varzo, Trasquera – e a West Wycombe, nei pressi di Londra. 
Nel 1752-1755 emigrò prima a Parigi, poi a Londra. Morì a West Wycombe nel 1761, per una caduta da una impalcatura durante la realizzazione di un affresco, forse vittima di un assassinio.

## Le opere
Tra le opere principali del Borgnis si possono ricordare gli affreschi nella chiesa di Santa Maria Maggiore e diversi quadri ad olio dei suoi altari, in particolare l'affresco della cupola centrale raffigurante La Gloria di Maria in Cielo. Nella chiesa dei Santi Giacomo e Cristoforo della natia Craveggia, realizzò l'affresco della cupola centrale raffigurante il Paradiso. Affreschi del Borgnis si trovano anche nella chiesa di Sant'Ambrogio a Coimo (frazione di Druogno, nell'oratorio del Gabbio a Malesco, nella chiesa parrocchiale di Campo, in Svizzera. Affrescò anche delle cappelle votive ad Orcesco (frazione di Druogno), Villette, Trontano e Masera. A West Wycombe Park, residenza estiva di Sir Francis Dashwood, realizzò diversi affreschi, tra cui una copia – datata 1752 e terminata dal figlio Giovanni – di Annibale Carracci.

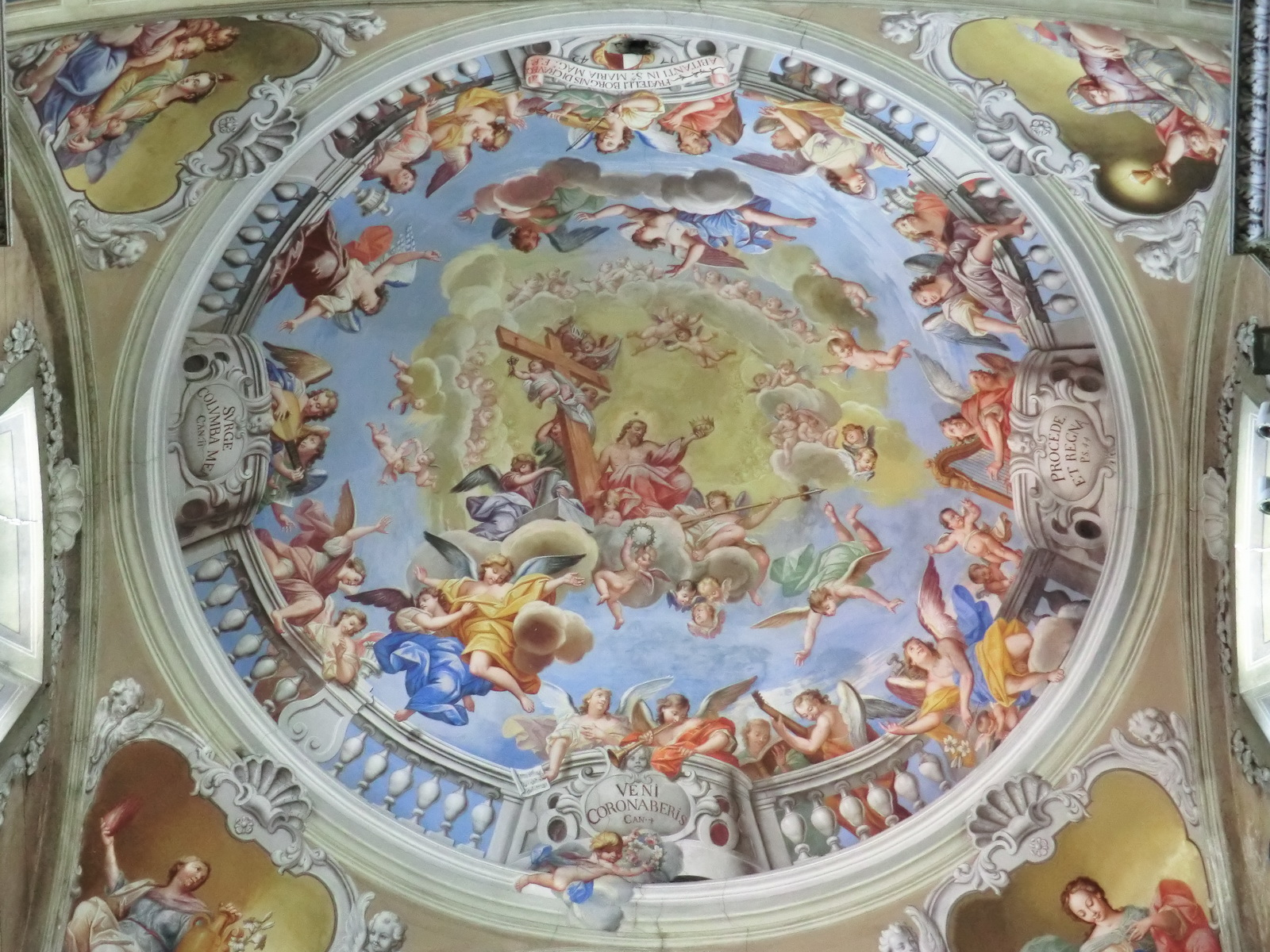
Accoglienza di Maria in cielo, 1742, volta del presbiterio della chiesa di Santa Maria Assunta, Santa Maria Maggiore (VB)

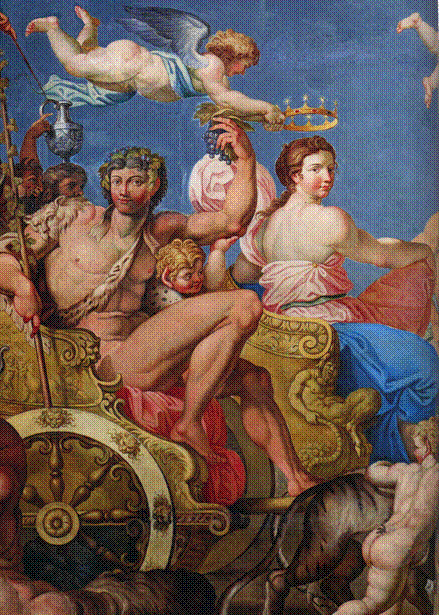
Trionfo di Bacco e Arianna, realizzato sul soffitto della Blue Drawing Room presso West Wycombe Park, a Londra nel 1752